# Mesophyllum floridanum
Mesophyllum floridanum (Foslie) M.J.Wynne, 1986  é o nome botânico  de uma espécie de algas vermelhas  pluricelulares do gênero Mesophyllum, subfamília Melobesioideae.
- São algas marinhas encontradas na flórida, Carolina do Norte, Cuba, Hispaniola e São Tomé e Príncipe.

## Sinonímia
- Lithothamnion floridanum  Foslie, 1906